# 月日神社
月日神社（つきひじんじゃ）は奈良県奈良市下三条町にある神社。

## 境内
本殿は桁行1間梁行4尺で3扉3座を祀る。本殿前に四角形の石灯籠と矩形の石手水船があり、いずれにも天保6年（1835年）の銘がある。
神域内に、昔神木として﨔の巨樹があり、時の人はこの辺りを三條﨔町と呼んでいたが、宝永4年（1707年）3月18日、大風によりこの神木が倒れ、民家一宇が破損したとの記録がある。

## 祭神
- 与止日女神（よどひめのかみ）
- 旱珠日神（かんずひのかみ） - 旱珠の日神としての神格化
- 満珠月神（まんずつきのかみ） - 満珠の月神としての神格化

与止日女神は神功皇后の妹と伝わる。『和州法楽寺縁起』に、神功皇后三韓出兵の際、与止日女神の力により、旱珠満珠の両顆を得て、凶賊を海底に没し難を逃れたと伝わる。これをもって、与止日女神を法楽寺の鎮守として勧請し、崇め奉ると記されている。また、「旱珠満珠を以て日神・月神とし、日月の明神と号するものなり」とも伝わっている。
一説によると、月向かい・日向かいの神、あるいは月読み・日読みの神として、陰陽道の暦つくりの影響があるともされ、また別の説では住吉三神を比定するものもあるが、詳細は明らかになっていない。

## 交通アクセス
- JR奈良駅東口より徒歩5分（経路案内）。
- 近鉄奈良駅7-S出口より徒歩6分（経路案内）。